# Morana (film)
Morana je slovenska grozljivka iz leta 1993. Za režiserja oglasov Verbiča je bil to celovečerni prvenec.
Skupina treh mladih parov in treh posameznikov gre v gore z dvema džipoma in kros motorjem. Enega za drugim pobira nasilna smrt.
Ob izidu filma je scenarist Kuščer scenarij izdal v obliki istoimenske kratke proze pri Mladina filmu (Ljudska pravica). Njegovo sporočilo je bilo, da moramo biti kljub tehnološkemu napredku ponižni pred naravo.
Film je bil slovenski predlog za kandidata za oskarja najboljši tujejezični film.

### Zgodba
Za motorista Rada je jesenski mlaj najboljši čas za izzivanje Triglavske Morane, saj je takrat najmočnejša. S prijatelji se odpelje v gore in naletijo na priletnega samotarja Vladimirja, ki živi v koči, polni knjig, in ima kravo. Rado mu ukrade zvezek z zgodbo o Morani, ki jo prebere in jim tako nakoplje prekletstvo, saj se začne uresničevati. Na koncu preživita Rado in Vesna (boginja pomladi). Ana, v katero je šinila Morana, pade čez steno, vendar dobi le manjše odrgnine.

## Financiranje in produkcija
Realizacijo filma je finančno podprlo Ministrstvo za kulturo RS. Producent je bil ljubljanski Studio 37, sodelovali so še Jadran Film Zagreb, Magyar Film Laboratorium Vallalat in Mafilm Audio K.F.T. Budapest.
Film je bil posnet leta 1992 v okolici Kranjske gore.

## Ustvarjalci o filmu

### Aleš Verbič
Verbič je ob izidu Morane dejal, da bi morali pri tujcih upoštevati tudi tujo B produkcijo, ne le smetane. Film je naredil za ljudi, ne za poznavalce. Menil je, da ni pretenciozen. Slovanska mitologija je bila uporabljena zaradi slovenskega okolja in ker gredo liki na Triglav. Posamezniki v filmu so, tako kot Verbič, mladi in športno aktivni ljudje, ki so si že vse povedali.

## Odziv kritikov in gledalcev

### Kritiki
Vesna Marinčič je napisala, da je motorist Rado, junak zgodbe in sprožilec dogajanja, prazen, zaupanja nevreden in sterilen, zato ji ni jasno, zakaj rinejo vsi za njim v smrt. Kaznovanje s smrtjo za izrečene besede se ji je zdelo kruto. Njeno napeto pričakovanje se je končalo s smrtjo prvega člana ekspedicije, postalo ji je dolgčas in ni čutila stiske protagonistov kljub trudu slike, glasbe in ritma. Zmotilo jo je, da težave junakov ne silijo v prepir in kazanje pravega jaza. Liki so se ji zdeli brez osebnosti in brezbrižni drug do drugega, zato ji ni bilo mar zanje, Morana pa je ni prestrašila. Verbiča je označila za sposobnega režiserja, ki je postal žrtev nedodelanega scenarija.
Peter Kolšek je napisal, da ima Morana nizko gledanost, kot povprečen slovenski film zadnjih desetih let, vendar ni ostala tako neopažena. Pohvalil je obrtniško plat, zgodba pa se mu je zdela trapasta. Spraševal se je, če gre res za ljubezen do starodavne mitologije, ne pa za neposrečeno lovljenje newagevskih trendov.

### Obisk v kinu
Film je videlo 5155 gledalcev.

## Zasedba
| - Vojko Zidar: Rado - Urška Hlebec: Vesna - Nataša Tič Ralijan: Ana - Morana - Branko Završan: Gorazd - Borut Veselko: Črt | - Zoran More: Samo - Tanja Dimitrievska: Mojca - Pavle Ravnohrib: Borut - Damjana Grašič: Milena - Iztok Jereb: Vladimir |

## Ekipa
| - fotografija: Valentin Perko in Rado Likon (trik) - glasba: Slavko Avsenik ml. - montaža: Stanko Kostanjevec - scenografija: Janez Kovič - kostumografija: Barbara Stupica - maska: Aljana Hajdinjak (kreatorka maske), Milan Gačanovič - Turbo (masker) in Berta Meglič (trik) - tonski mojster: Marjan Horvat | - oblikovanje statue Triglav: arh. Stane Kovič - oblikovanje hieroglifov in simbolov: Matjaž Požlep - oblikovanje pentakla Morana: Jurij Košak - gorski reševalci: Angel Ozebek, Janko Ažman, Zoran Matič, Jože Martinjak in Miha Smolej - voznika dvojnika: Alfred Leyrer - Kuki (KTM) in Franc Krnc - Frane (Toyota in Land Rover) - plezalca v steni - dvojnika: Brane Pečar in Erika Brojan |

## Nagrade
- Slovenski filmski maraton 1993 Portorož: srebrna nagrada Metod Badjura za režijo

## Izdaje na nosilcih
- Morana. videokaseta. [Ljubljana] : Mladina film, 1994